# Lorenzo Valla
Lorenzo Valla (Laurentius Valla en su nombre latino; Roma, 1406/1407-ibídem, 1 de agosto de 1457) fue un humanista, orador, educador y filósofo italiano, considerado el pionero de la crítica histórica y filosófica, primo del también humanista Giorgio Valla.
Fue conocido en su tiempo por su demostración de que la Donación de Constantino, documento mediante el que el papado se arrogaba el dominio de extensos territorios de Occidente, era una falsificación. En el terreno de la filología bíblica, su aportación máxima fueron los comentarios al Nuevo Testamento, que serían la base de la  crítica textual de humanistas posteriores como Erasmo de Róterdam. Otro aspecto por el que fue relevante es su redacción de una nueva gramática latina, las Elegancias de la lengua latina (De elegantia linguae latinae), que superaba las gramáticas medievales y enseñaba un latín clásico de gran corrección y elegancia. Asimismo, destaca su tratado de lógica aristotélica Disputaciones dialécticas (Dialecticae disputationes), que simplificaba y racionalizaba la decadente escolástica cristiana.

## Educación
Desde hace siglos no solo nadie habla ya el latín, sino que ni siquiera lo entiende al leerlo. Los estudiosos de la filosofía no comprenden a los filósofos, los abogados no entienden a los oradores, los jueces a los juristas, y los restantes no han entendido ni entienden los libros de los antiguos, como si una vez perdido el Imperio romano no nos conviniera ni hablar ni entender el latín, dejando que el moho y la herrumbre borre aquella gloria de la latinidad.
L. Valla: Elegantiae linguae latinae (1444)

Su familia procedía de Piacenza; su padre, Luca della Valla, era abogado. Estudió latín con el humanista Leonardo Bruni y griego con Giovanni Aurispa. A los 24 años se le rechazó cuando pretendió una de las secretarías del Papa. Tras la muerte de su padre aceptó una cátedra de elocuencia en la Universidad de Pavía, donde escribió su tratado De voluptate (1431), donde demuestra cierta inclinación por el epicureísmo y que corrigió después con el título De vero bono. Por entonces atacó al jurisconsulto Bartolo y se vio obligado a abandonar la cátedra; tras pasar por Milán, Génova y Roma fue al fin a Nápoles en 1433, donde llegó a ser secretario de Alfonso V de Aragón. Allí escribió De libero arbitrio, Dialecticae disputationes y De falso et ementita Constantini donatione declamatio (1440), que es su obra filológica más ambiciosa y que supuso un gran apoyo para el posterior protestantismo, escrita cuando Alfonso de Aragón estaba en guerra con el Papa. También de esa época es De professione religiosorum (1442), aunque su impresión la llevó a cabo Vahlen en 1869.[cita requerida]
En 1444 disputó con Fray Antonio de Bitonto sobre la composición del credo de los Apóstoles, lo que le valió la condena por hereje de la curia de Nápoles, a pesar de que el juicio fue interrumpido por el rey Alfonso.[cita requerida]

## Traductor
El papa Nicolás V contrató a Lorenzo Valla para la traducción (justo antes de la aparición de la imprenta) de documentos griegos, tanto paganos como cristianos, al latín, lo que contribuyó enormemente a la expansión del humanismo.